# Casey Jon Deidrick
Casey Jon Deidrick (ur. 25 kwietnia 1987 roku w Santa Clara, w stanie Kalifornia) – amerykański aktor telewizyjny i producent filmowy. Jest wokalistą zespołu hardcore/metalcore And Still I Rise. 
Mając dziesięć lat zaczął interesować się skateboardingiem i był sponsorowany przez 17 lat. W 2004 roku ze skręconą kostką brał udział w Amatorskich Mistrzostwach Świata firmy Vans, a w 2005 roku w swojej pierwszej sesji zdjęciowej dla "Airo Skateboards". Po ciężkim urazie głowy, powrócił znowu do jazdy dla zabawy w 2007 roku. 
Przeniósł się ze swoją matką z Hollister w stanie Kalifornia do Highlands Ranch w stanie Kolorado. Po ukończeniu liceum w 2005 roku uczęszczał przez jeden rok do Metropolitan State College w Denver w stanie Kolorado. W 2007 roku Casey wrócił do Kalifornii.

## Filmografia

### Seriale TV
- 2009: 90210 jako Julian
- 2009: Czarodzieje z Waverly Place (Wizards of Waverly Place) jako Sal
- 2009-: Dni naszego życia (Days of Our Lives) jako Chad Woods